# Nobody's Child (chanson)
Nobody's Child est une chanson écrite par Cy Coben (en) et Mel Foree, enregistrée pour la première fois par Hank Snow en 1949. Cette chanson a été reprise par de nombreux artistes.

## Historique

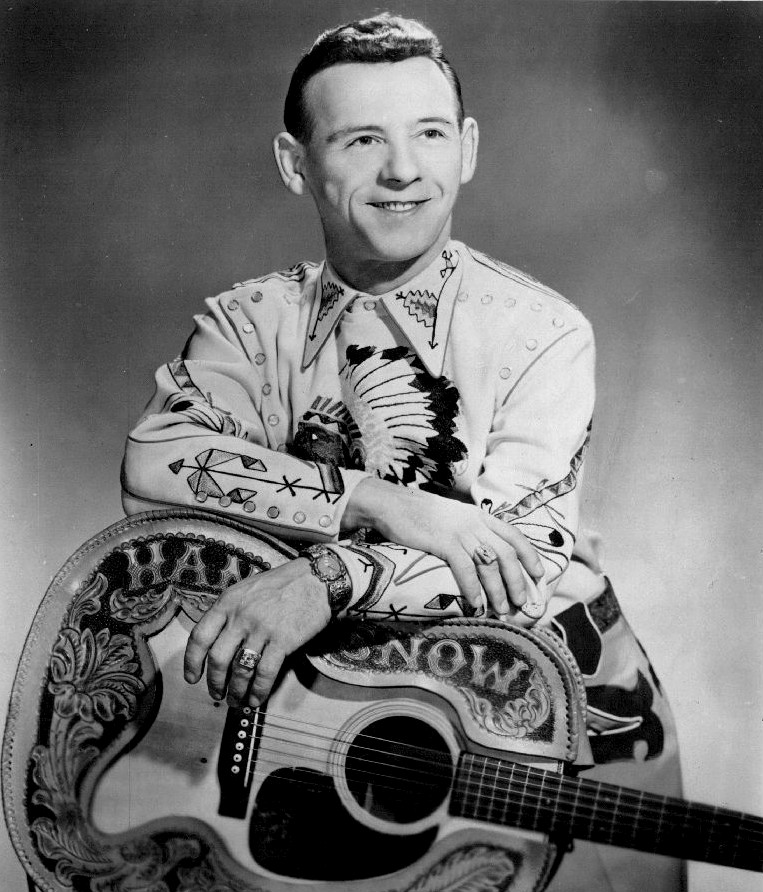
Hank Snow

La version originelle sortie en 1949 par le chanteur canadien Hank Snow, The Singing Ranger and his Rainbow Ranch Boys, n'a pas atteint le palmarès mais elle est tout de même devenue l'une de ses plus connue. La chanson raconte la misère d'un orphelin aveugle que personne ne veut adopter.
La chanson a été reprise plusieurs fois au Royaume-Uni. Elle était incluse sur le premier album de Lonnie Donegan en 1956 (qui s'est placé au 2e rang du UK Albums Chart). Karen Young (en) l'a reprise en 1969 comme chanson titre pour son album et le single s'est hissé à la 6e position du UK Singles Chart . La version publiée en 1990 des Traveling Wilburys a, pour sa part, atteint la 44e place du classement britannique.
Hank Williams, Jr. en a fait une version qui a atteint, le 30 septembre 1967, la 46e place du palmarès Country américain .

## The Beatles with Tony Sheridan
Singles de The Beatles with Tony Sheridan
Cry for a Shadow / Why Sweet Georgia Brown / Take Out Some Insurance on Me, Baby
La chanson a également été reprise par Tony Sheridan et enregistrée en juin 1961 à Hambourg avec deux membres des Beatles comme accompagnateurs. Cet enregistrement a été publié par Polydor en avril 1964, lorsque la popularité du groupe britannique était à son apogée, sur l'album compilation The Beatles' First !, avec les sept autres enregistrements des Beatles effectués à Hambourg. Sur cet enregistrement, Sheridan chante « Mammy's » et non « Mommy's » contrairement à l'originale. Sur plusieurs éditions, Nobody's Child est crédité comme étant une chanson traditionnelle, quelquefois notée avec des arrangements de Sheridan.
Aux États-Unis, Atco publie en single une version éditée qui passe de 3:52 à 2:58 où la majorité du second couplet et des accords de guitare sur la finale sont coupés. Par contre, contrairement à Take Out Some Insurance on Me, Baby, Ain't She Sweet et Sweet Georgia Brown, aucun ajout d'instrumentation n'a été effectuée.

### Personnel
- Tony Sheridan - chant et guitare
- Paul McCartney - basse
- Pete Best - batterie
- Bert Kaempfert - producteur
- Peter Klemt - ingénieur

### Version solo par Sheridan
Le 3 janvier 1964, Sheridan retourne en studio pour réenregistrer de nouvelles paroles pour Sweet Georgia Brown, la version enregistrée avec les Beatles en mai 1962. À la même occasion, il enregistre une version acoustique solo de Nobody's Child pour la face B. Ce single sera manufacturé en Allemagne de l'Ouest pour être exclusivement offert en importation au Royaume-Uni,.
- Tony Sheridan - chant et guitare
- Paul Murphy - producteur

### Historique des publications
L'astérisque dénote des éditions où Nobody's Child est erronément créditée comme étant une chanson traditionnelle.

#### En 45 tours
E.P.
- Ain't She Sweet / If You Love Me Baby (Take Out Some Insurance on Me, Baby) / Sweet Georgia Brown / Nobody's Child * - sorti en février 1964 (Polydor – 21 965)[13].

Singles
- Ain't She Sweet / Nobody's Child - sorti le 6 juillet 1964 (Atco – 45-6308) - coupée de près d'une minute[12].
- Sweet Georgia Brown / Nobody's Child * (version solo acoustique) - sorti le 31 janvier 1965 (Polydor – 52 906)[14].

#### En albums
Ces 33 tours de Polydor ont la même tracklist. Quatre chansons de Sheridan sans les Beatles y ont été rajoutées.
- The Beatles' First ! *, sorti en avril 1964 (LPHM 46 432)[15].
- The Beatles' First, sorti le 4 août 1967 (236 201)[16].
- The Beatles' First *, sorti le 1er septembre 1969 (Polydor/Triumph 240011)[17].
- Very Together[n 1], sorti le 12 novembre 1969 (242.008)[18].
- In the Beginning (Circa 1960), sorti le 4 mai 1970 (24-4504)[19].

33 tours 25 cm
- Les Beatles *, sorti le 22 mai 1964 (Polydor – 45 900) - ne comprend que les huit enregistrements effectués à Hambourg par les Beatles[20],[21].

33 tours de Atco
- Ain't She Sweet (en) (Atco - 33-169), sorti le 5 octobre 1964 - coupée de près d'une minute. Ce 33 tours possède quatre titres des Beatles complétés d'enregistrements du groupe studio The Swallows[22].

CD
- The Early Tapes of the Beatles (Polydor – 550 0372) * - sortie mondiale, le 10 décembre 1984. Réédition de The Beatles' First ! sur laquelle on rajoute deux autres enregistrements de Sheridan sans les Beatles[23].

## Traveling Wilburys
Singles de Traveling Wilburys
Heading for the Light (en)
(1989) She's My Baby (en)
(1990)
George Harrison n'est pas entendu sur la version en trio de 1961 des Beatles avec Tony Sheridan mais on l'entend sur la version de Nobody's Child de son groupe, les Traveling Wilburys. La chanson a été placée en ouverture et donne son nom à l'album caritatif Nobody's Child: Romanian Angel Appeal (en), sorti le 24 juillet 1990. Cet enregistrement est plus tard inclus dans le disque Traveling Wilburys Vol. 3 du boitier The Traveling Wilburys Collection.

## Autres reprises
- Billy Fury a repris la chanson en 1972[25].
- Irene Ryder (en) sur son album homonyme en 1971[26].
- Max Romeo et Techniques All Stars, une version différente sur chacune des faces d'un 45 tours publié par Techniques Records en 1974[27].
- Majda Sepe (Slovénie). Sa version est intitulée Sirota[28] (Orphelin), traduite par Gregor Strniša (en) (1970).

## Sources
- David Roberts, British Hit Singles & Albums, Londres, Guinness World Records Limited, 2006, 717 p. (ISBN 1-904994-10-5)